# 21 février aux Jeux olympiques d'hiver de 2018
Pour un article plus général, voir Jeux olympiques d'hiver de 2018.
Le mercredi 21 février aux Jeux olympiques d'hiver de 2018 est le quatorzième jour de compétition et le douzième jour avec des médailles décernées.  

## Programme
| Heure UTC+9 (Pyeongchang)                     |               |
| bleu                                          | Cérémonie     |
| neutre                                        | Épreuve       |
| or                                            | Finale        |
| orange                                        | Petite finale |
| rose                                          | Reporté       |
| gris                                          | Annulé        |
| Compétition masculine                         | Hommes        |
| Compétition féminine                          | Femmes        |
| Compétition mixte (hommes et femmes mélangés) | Mixte         |
| Compétition en couple (1 homme et 1 femme)    | Couple        |
| modifier                                      |               |

| Horaire | Discipline Spécialité | Discipline Spécialité                     | Discipline Spécialité | Phase                    | Résultats | Références |
| ------- | --------------------- | ----------------------------------------- | --------------------- | ------------------------ | --- | ---------- |
| 09 h 05 |                       | Curling Tournoi féminin                   | Compétition femmes    | Premier tour 11e session | 11-2 | -          |
| 09 h 05 |                       | Curling Tournoi féminin                   | Compétition femmes    | Premier tour 11e session | 8-4 | -          |
| 09 h 05 |                       | Curling Tournoi féminin                   | Compétition femmes    | Premier tour 11e session | 6-4 | -          |
| 09 h 05 |                       | Curling Tournoi féminin                   | Compétition femmes    | Premier tour 11e session | 5-6 | -          |
| 09 h 30 |                       | Snowboard Big air                         | Compétition hommes    | Qualifications           | - | -          |
| 10 h 05 |                       | Patinage artistique Individuel            | Compétition femmes    | Programme court          | - | -          |
| 11 h 00 |                       | Ski alpin Descente                        | Compétition femmes    | Finale                   | Sofia Goggia · Ragnhild Mowinckel · Lindsey Vonn                                                                          | -          |
| 11 h 30 |                       | Ski acrobatique Cross                     | Compétition hommes    | Qualifications           | - | -          |
| 12 h 10 |                       | Hockey sur glace Tournoi masculin         | Compétition hommes    | Quart de finale          | 3-2 | -          |
| 13 h 15 |                       | Ski acrobatique Cross                     | Compétition hommes    | Finale                   | Brady Leman · Marc Bischofberger · Sergueï Ridzik                                                                         | -          |
| 14 h 05 |                       | Curling Tournoi masculin                  | Compétition hommes    | Premier tour 12e session | 3-8 | -          |
| 14 h 05 |                       | Curling Tournoi masculin                  | Compétition hommes    | Premier tour 12e session | 4-10 | -          |
| 14 h 05 |                       | Curling Tournoi masculin                  | Compétition hommes    | Premier tour 12e session | 2-7 | -          |
| 14 h 05 |                       | Curling Tournoi masculin                  | Compétition hommes    | Premier tour 12e session | 10-4 | -          |
| 16 h 40 |                       | Hockey sur glace Tournoi masculin         | Compétition hommes    | Quart de finale          | 6-1 | -          |
| 16 h 40 |                       | Hockey sur glace Tournoi féminin          | Compétition femmes    | Petite finale            | 3-2 | -          |
| 17 h 00 |                       | Ski de fond Sprint par équipes            | Compétition femmes    | Finale                   | Kikkan Randall / Jessica Diggins · Charlotte Kalla / Stina Nilsson · Marit Bjørgen / Maiken Caspersen Falla               | -          |
| 19 h 00 |                       | Ski de fond Sprint par équipes            | Compétition hommes    | Finale                   | Martin Johnsrud Sundby / Johannes Høsflot Klæbo · Denis Spitsov / Aleksandr Bolshunov · Maurice Manificat / Richard Jouve | -          |
| 20 h 00 |                       | Patinage de vitesse Poursuite par équipes | Compétition hommes    | Finale                   | Norvège · Corée du Sud · Pays-Bas                                                                                         | -          |
| 20 h 00 |                       | Patinage de vitesse Poursuite par équipes | Compétition femmes    | Finale                   | Japon · Pays-Bas · États-Unis                                                                                             | -          |
| 20 h 05 |                       | Curling Tournoi féminin                   | Compétition femmes    | Premier tour 12e session | 9-6 | -          |
| 20 h 05 |                       | Curling Tournoi féminin                   | Compétition femmes    | Premier tour 12e session | 8-4 | -          |
| 20 h 05 |                       | Curling Tournoi féminin                   | Compétition femmes    | Premier tour 12e session | 8-9 | -          |
| 20 h 05 |                       | Curling Tournoi féminin                   | Compétition femmes    | Premier tour 12e session | 9-3 | -          |
| 20 h 40 |                       | Bobsleigh Bob à deux                      | Compétition femmes    | Finale                   | Mariama Jamanka / Lisa Buckwitz · Elana Meyers / Lauren Gibbs · Kaillie Humphries / Phylicia George                       | -          |
| 21 h 10 |                       | Hockey sur glace Tournoi masculin         | Compétition hommes    | Quart de finale          | 1-0 | -          |
| 21 h 10 |                       | Hockey sur glace Tournoi masculin         | Compétition hommes    | Quart de finale          | 3-4 | -          |

## Tableau des médailles provisoire
- Pays organisateur (Corée du Sud)

| Rang  | Nation       | Or                                                              | Argent                             | Bronze                                                                    | Total |
| ----- | ------------ | --------------------------------------------------------------- | ---------------------------------- | ------------------------------------------------------------------------- | ----- |
| 1     | Norvège      | Médaille d'or, Jeux olympiques · Médaille d'or, Jeux olympiques | Médaille d'argent, Jeux olympiques | Médaille de bronze, Jeux olympiques                                       | 4     |
| 2     | États-Unis   | Médaille d'or, Jeux olympiques                                  | Médaille d'argent, Jeux olympiques | Médaille de bronze, Jeux olympiques · Médaille de bronze, Jeux olympiques | 4     |
| 3     | Canada       | Médaille d'or, Jeux olympiques                                  |                                    | Médaille de bronze, Jeux olympiques                                       | 2     |
| 4     | Italie       | Médaille d'or, Jeux olympiques                                  |                                    |                                                                           | 1     |
| 4     | Japon        | Médaille d'or, Jeux olympiques                                  |                                    |                                                                           | 1     |
| 4     | Allemagne    | Médaille d'or, Jeux olympiques                                  |                                    |                                                                           | 1     |
| 7     | Russie (OAR) |                                                                 | Médaille d'argent, Jeux olympiques | Médaille de bronze, Jeux olympiques                                       | 2     |
| 7     | Pays-Bas     |                                                                 | Médaille d'argent, Jeux olympiques | Médaille de bronze, Jeux olympiques                                       | 2     |
| 9     | Suisse       |                                                                 | Médaille d'argent, Jeux olympiques |                                                                           | 1     |
| 9     | Suède        |                                                                 | Médaille d'argent, Jeux olympiques |                                                                           | 1     |
| 9     | Corée du Sud |                                                                 | Médaille d'argent, Jeux olympiques |                                                                           | 1     |
| 12    | France       |                                                                 |                                    | Médaille de bronze, Jeux olympiques                                       | 1     |
| 12    | Finlande     |                                                                 |                                    | Médaille de bronze, Jeux olympiques                                       | 1     |
| Total | Total        | 7                                                               | 7                                  | 8                                                                         | 22    |

| Rang  | Nation                        | Or | Argent | Bronze | Total |
| ----- | ----------------------------- | -- | ------ | ------ | ----- |
| 1     | Norvège                       | 13 | 11     | 10     | 34    |
| 2     | Allemagne                     | 12 | 7      | 5      | 24    |
| 3     | Canada                        | 9  | 5      | 7      | 21    |
| 4     | Pays-Bas                      | 6  | 6      | 4      | 16    |
| 5     | États-Unis                    | 6  | 4      | 6      | 16    |
| 6     | France                        | 5  | 4      | 5      | 14    |
| 7     | Suède                         | 4  | 4      | 0      | 8     |
| 8     | Corée du Sud                  | 4  | 3      | 2      | 9     |
| 9     | Autriche                      | 4  | 2      | 4      | 10    |
| 10    | Japon                         | 3  | 5      | 3      | 11    |
| 11    | Italie                        | 3  | 2      | 4      | 9     |
| 12    | Suisse                        | 2  | 5      | 1      | 8     |
| 13    | République tchèque            | 1  | 2      | 4      | 7     |
| 14    | Slovaquie                     | 1  | 2      | 0      | 3     |
| 15    | Biélorussie                   | 1  | 1      | 0      | 2     |
| 16    | Grande-Bretagne               | 1  | 0      | 3      | 4     |
| 17    | Pologne                       | 1  | 0      | 1      | 2     |
| 18    | Ukraine                       | 1  | 0      | 0      | 1     |
| 19    | Chine                         | 0  | 5      | 2      | 7     |
| 20    | Athlètes olympiques de Russie | 0  | 4      | 8      | 12    |
| 21    | Australie                     | 0  | 2      | 1      | 3     |
| 22    | Slovénie                      | 0  | 1      | 0      | 1     |
| 23    | Finlande                      | 0  | 0      | 4      | 4     |
| 24    | Espagne                       | 0  | 0      | 2      | 2     |
| 25    | Kazakhstan                    | 0  | 0      | 1      | 1     |
| 25    | Lettonie                      | 0  | 0      | 1      | 1     |
| 25    | Liechtenstein                 | 0  | 0      | 1      | 1     |
| Total | Total                         | 77 | 75     | 78     | 230   |